# Ichthyodes maculicollis
Ichthyodes maculicollis là một loài bọ cánh cứng trong họ Cerambycidae.